# برنامه‌ریزی پروژه
برنامه‌ریزی پروژه (انگلیسی: Project planning) بخشی از مدیریت پروژه است، که مربوط به استفاده از برنامه‌های زمان‌بندی پروژه و برنامه‌ریزی قدم‌هایی که با انجام آنها می‌توان فعالیت‌های پروژه و روابط میان آنها را شناخت و مدت، منابع مورد نیاز و هزینه اجرای پروژه را بر اساس معیارهای موجود در سازمان مجری پروژه، برآورد نمود. 
فرایند برنامه‌ریزی پروژه، شامل تعیین توالی و توازن میان فعالیت‌های اجرایی، تخمین زمان اجرای هر فعالیت و رعایت کیفیت تعیین‌شده برای آن فعالیت می‌باشد. مراحل روتین برنامه‌ریزی پروژه با تجزیه و تحلیل پروژه، شناخت فعالیت‌ها و روابط میان آنها، آغاز شده، سپس با تهیه ساختار شکست کار، برآورد زمان، منابع و هزینه اجرای هر یک از فعالیت‌های پروژه، ادامه می‌یابد و با انجام فرآیندهای زمان‌بندی پروژه، برنامه‌ریزی منابع و نیز بررسی رابطه میان زمان و هزینه، همچنین بررسی مسائل و مشکلات احتمالی، تکمیل می‌شود.